# Zippo

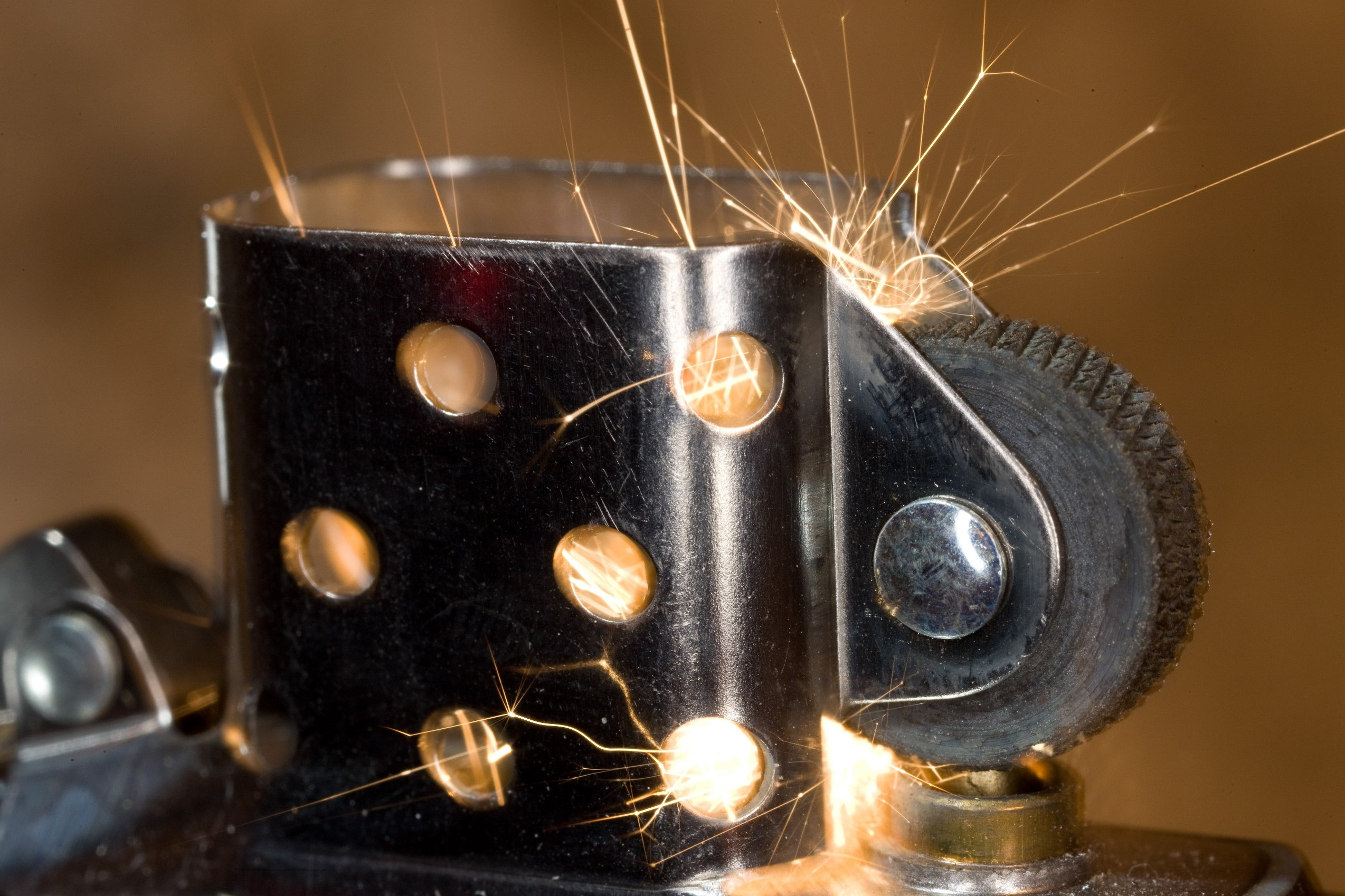
Bánh xe đá của Zippo khi đang hoạt động

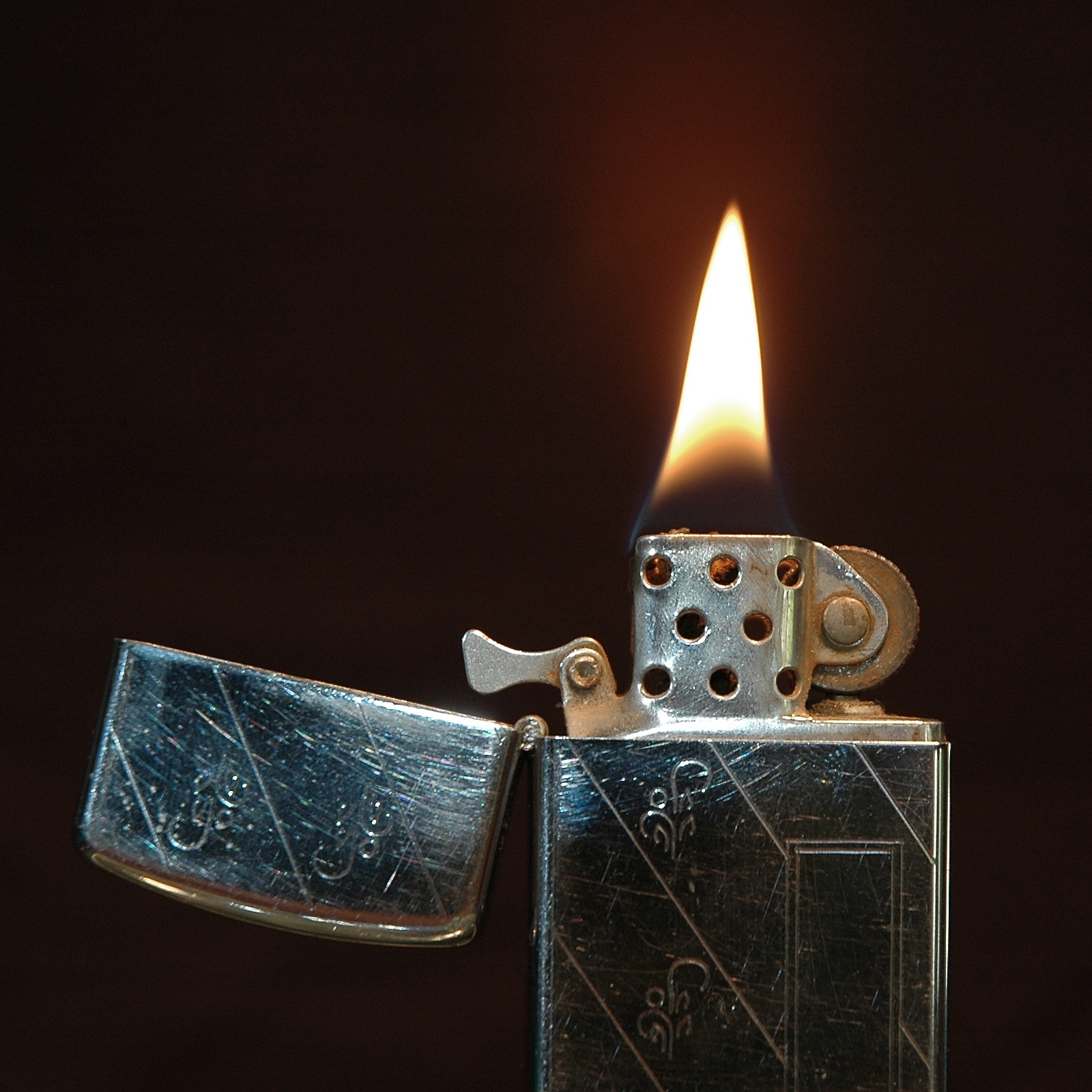
Một mẫu Zippo Slim năm 1968

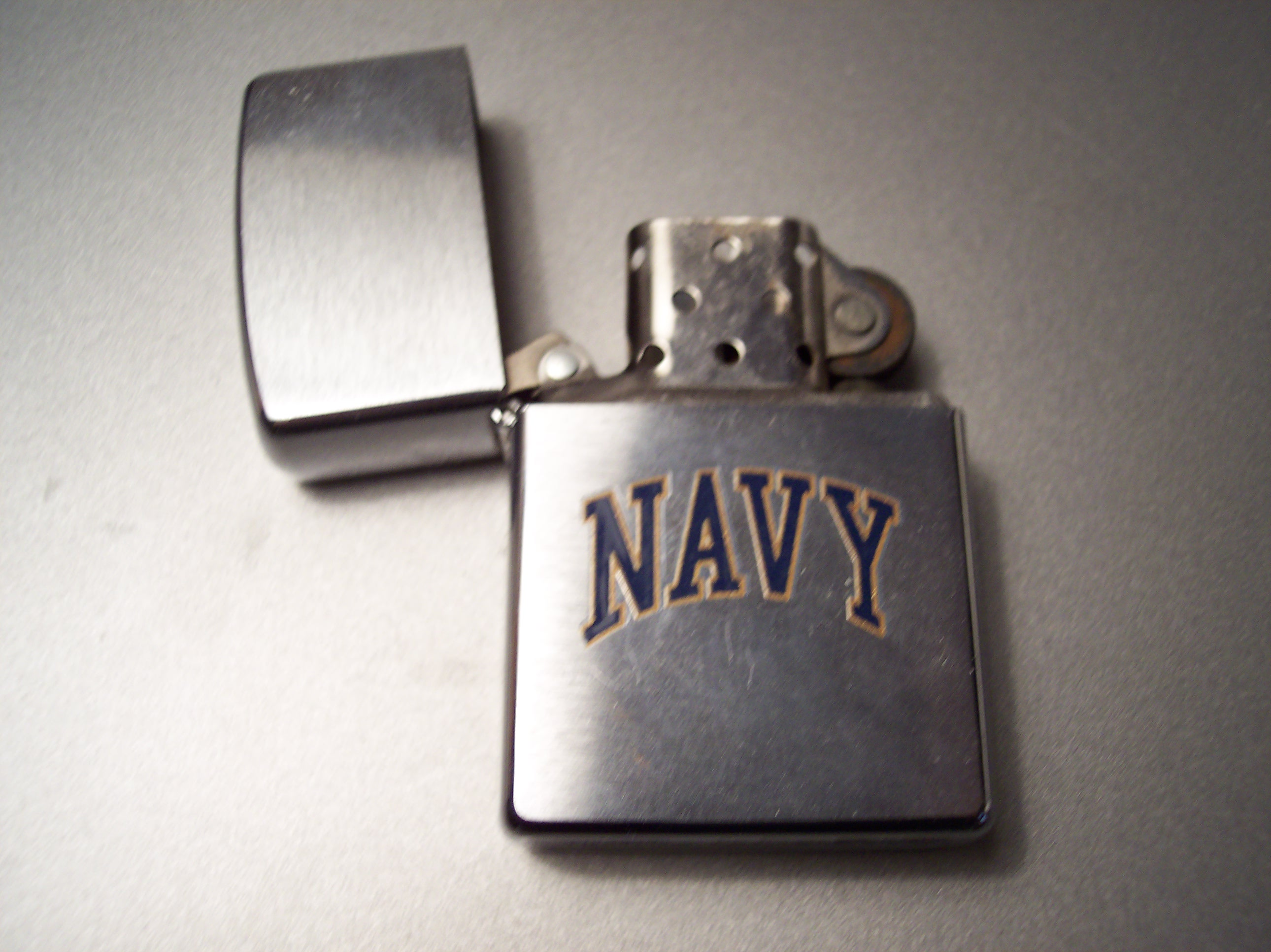
Một chiếc Zippo Navy
đang mở

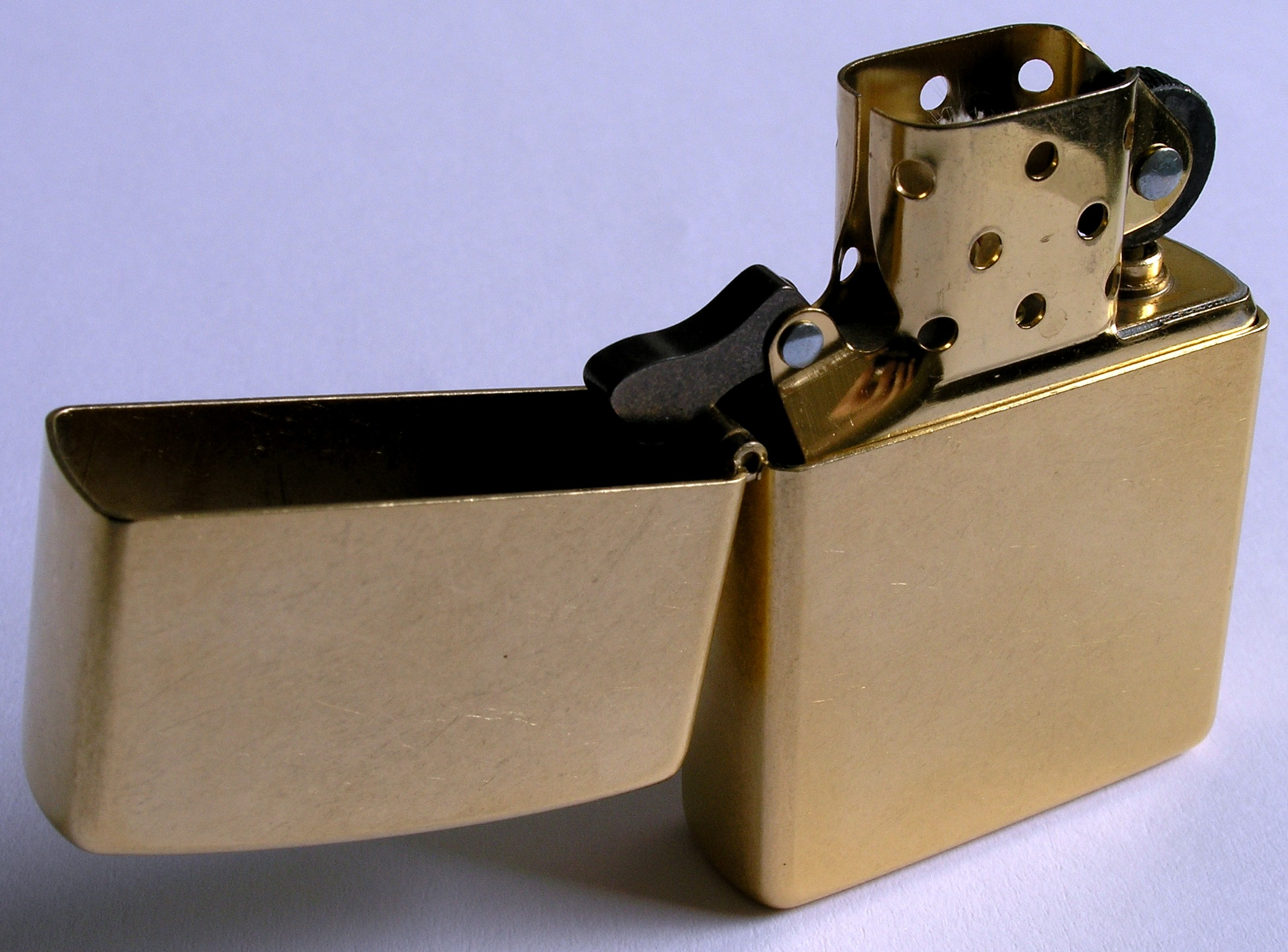
Một chiếc Zippo đồng

Zippo là một loại bật lửa bằng kim loại có thể đổ thêm nhiên liệu khi cạn, được sản xuất bởi Zippo Manufacturing Company. Hàng ngàn kiểu dáng và thiết kế của chiếc bật lửa này đã được tạo ra trong bảy thập kỷ từ khi nó được giới thiệu, bao gồm cả những chiếc dành cho quân đội.

## Lịch sử công ty
George G. Blaisdell đã sáng lập ra Zippo Manufacturing Company vào năm 1932 và sản xuất chiếc bật lửa Zippo đầu tiên vào đầu năm 1933, chịu ảnh hưởng của một loại bật lửa của nước Áo về kiểu dáng. Tên gọi Zippo được sử dụng bởi Blaisdell thích âm thanh của từ "zipper" và "zippo" nghe cỏ vẻ hiện đại hơn. vào 3-3-1926 bằng sáng chế dành cho bật lửa Zippo đã được cấp.
Zippo trở nên phổ biến trong quân đội Hoa Kỳ, đặc biệt là trong Chiến tranh thế giới thứ hai - khi mà như trên website của công ty tuyên bố, Zippo "dừng sản xuất những sản phẩm bật lửa cho thị trường tiêu dùng và dành toàn bộ sức sản xuất cho quân đội Hoa Kỳ".  Zippo tại thời điểm đó được làm bằng đồng thau, nhưng bởi nguyên liệu này khan hiếm do chiến tranh, Zippo sử dụng thép trong năm tháng thời chiến. Công ty Zippo chưa bao giờ có một hợp đồng chính thức với quân đội nhưng những người lính và những nhân viên thuộc lực lượng vũ trang  thì khẳng định rằng các cửa hàng quân nhu bán chiếc bật lửa hữu dụng này.  Từ trước những chiếc Zippo có khắc phù hiệu của các đơn vị trong quân đội đã khá thông dụng, lại càng trở nên phổ biến hơn trong binh sĩ Hoa Kỳ tham chiến tại Việt Nam, và họ thường khắc cả những khẩu hiệu của cá nhân lên chiếc bật lửa này. Ngày nay những chiếc Zippo đó được các nhà sưu tập tìm kiếm và cũng là vật kỷ niệm phổ biến đối với các du khách đến Việt Nam.
Sau Thế Chiến II, chiếc bật lửa Zippo được sử dụng nhiều trong các quảng cáo của nhiều công ty lớn nhỏ suốt thập niên 60. Cách trang trí, hoạ tiết, hình vẽ trên Zippo có sự thay đổi theo sự phát triển của công nghệ, tuy nhiên kết cấu của chiếc bật lửa vẫn được giữ nguyên không thay đổi.
Vào năm 2002 Zippo đã mở rộng dòng sản phẩm bằng việc thêm vào một số loại bật lửa tiện ích đa mục đích sử dụng, được biết đến với tên gọi Zippo MPL. Công việc này được tiếp tục vào năm 2005 với bật lửa tiện ích sử dụng ngoài trời (Outdoor Utility Lighter - OUL). Những bật lửa này sử dụng nhiên liệu butan (bật lửa ga). Tháng 8 năm 2007, Zippo cho ra đời dòng bật lửa ga mới tên gọi Zippo BLU.
Một bảo tàng với tên gọi Zippo / Case Visitor Center được đặt tại 132 Zippo  Drive, Bradford, Pennsylvania, Hoa Kỳ rộng 1398 m2, chứa những chiếc Zippo hiếm hoặc được đặt làm, đồng thời bán toàn bộ các dòng sản phẩm của Zippo. Bảo tàng cũng chứa một bộ sưu tập khổng lồ các loại dao của nhãn hiệu Case. Kể từ lần kỷ niệm 60 năm ngày thành lập công ty vào năm 1992, phiên bản thường niên đã được sản xuất dành cho người sưu tập trên toàn thế giới. Từ năm 1949 đến năm 2002, Zippo còn được sản xuất tại thành phố Niagara Falls, Ontario, Canada. Tính từ năm 1933 đã có hơn 400,000,000 bật lửa Zippo được sản xuất.
Vào năm 2009, Zippo thông báo kế hoạch hoặc mua lại Ronson Consumer Products Corporation, một đối thủ lâu đời trên thị trường bật lửa. Đến 3-2-2010 việc giao dịch này đã được hoàn thành.
Vào tháng 3-2011, do sự giảm doanh số đáng kể từ 18 triệu chiếc/năm trong giữa thập niên 90 xuống khoảng 12 triệu chiếc/năm cùng với sức ép tăng trưởng thị phần dành cho người không hút thuốc, Zippo Manufacturing Co. đã thử giới thiệu các sản phẩm mới sử dụng nhãn hiệu Zippo như đồng hồ, quần áo, nước hoa. Chiến lược này tương tự như thành công của nhãn hiệu Victorinox Swiss Army với việc bán đồng hồ, vali, quần áo và nước hoa.

## Sử dụng
Bên cạnh việc nổi tiếng là chiếc bật lửa "chống gió" (windproof), Zippo còn có thể giữ lửa trong điều kiện thời tiết khắc nhiệt do thiết kế chắn gió và tốc độ dẫn nhiên liệu thích hợp. Bởi vậy cho đến hiện nay nó vẫn rất phổ biến đối với những người thích du lịch, các nhà thám hiểm và trong quân ngũ. Những người hoạt động ở môi trường lạnh hoặc ở địa hình cao cũng thích sử dụng Zippo hơn do bật lửa ga hoạt động kém hơn trong những môi trường này.
Khó có thể dập tắt một chiếc Zippo bằng việc thổi vào ngọn lửa, tuy nhiên ngọn lửa sẽ dễ dàng tắt nếu bị thổi từ trên xuống. Cách thích hợp để dập tắt ngọn lửa là đóng nắp, ngọn lửa sẽ tắt vì thiếu oxy, nhưng không giống các loại bật lửa khác, việc đóng nắp không làm cắt nhiên liệu. Zippo cháy bằng sợi bấc, khi mở nắp sẽ phát ra tiếng "cách" rất dễ nhận biết.

## Giá thành
Những chiếc Zippo hiện tại có giá bán lẻ đề xuất từ 14.95 USD đến 15,621.6 USD cho phiên bản bằng vàng 18K. Vào năm 2001, theo tạp chí IUP, một model năm 1933 được giao dịch ở mức giá 18,000 USD tại Tokyo. Trong dịp kỷ niệm 75 năm thành lập vào năm 2007, Zippo đã bán một chiếc đời 1933 gần như mới nguyên với giá 37,000 USD.
Tất cả các bật lửa Zippo đều có chế độ bảo hành trọn đời (Lifetime guarantee), được quảng bá với khẩu hiệu "It works or we fix it for free" ("Nó hoạt động hoặc chúng tôi sửa nó miễn phí". Website của công ty kiêu hãnh: "Trong gần 75 năm, không một ai mất một xu nào để sửa chữa chiếc bật lửa Zippo bất chấp tuổi tác hay điều kiện của nó".

## Mã ngày tháng
Từ giữa năm 1958 Zippo bắt đầu đánh mã năm lên chiếc bật lửa của họ bằng cách sử dụng những dấu chấm (.). Từ năm 1966 đến 1973 mã năm được thể hiện bằng các vạch dọc (I). Từ năm 1974 đến 1981 mã bao gồm các gạch chéo (/), năm 1979 một lỗi đã làm vài chiếc bật lửa được đọc thành / vào bên trái và // vào bên phải, sau đó được sửa thành // bên trái và / bên phải. Từ năm 1982 đến tháng 6 năm 1986 mã năm sử dụng gạch (\).
Sau tháng 7 năm 1986 Zippo bắt đầu thêm vào các mã trên tất cả các bật lửa biểu thị cả tháng và năm sản xuất của sản phẩm. Bên trái mặt dưới Zippo in một ký tự A-L, biểu thị tháng sản xuất (A = tháng 1, B = tháng 2, C = tháng 3…). Bên phải là một số La Mã biểu thị năm sản xuất, bắt đầu với II vào năm 1986. Như vậy Zippo in H IX được sản xuất vào tháng 8 năm 1993. Tuy nhiên trong năm 2001, Zippo đã sửa lại hệ thống này, thay số La Mã bằng số Ả Rập thông thường. Thí dụ Zippo sản xuất tháng 8 năm 2004 sẽ in H 04. Có một câu chuyện hư cấu là bật lửa Zippo được làm cho các tù nhân và con số sẽ nhận diện những tù nhân này, tội của họ và mức án.